# Gail (Texas)
Gail es un lugar designado por el censo ubicado en el condado de Borden en el estado estadounidense de Texas. En el Censo de 2010 tenía una población de 231 habitantes y una densidad poblacional de 44,15 personas por km².

## Geografía
Gail se encuentra ubicado en las coordenadas 32°46′2″N 101°27′21″O / 32.76722, -101.45583. Según la Oficina del Censo de los Estados Unidos, Gail tiene una superficie total de 5.23 km², de la cual 5.21 km² corresponden a tierra firme y (0.4%) 0.02 km² es agua.

## Demografía
Según el censo de 2010, había 231 personas residiendo en Gail. La densidad de población era de 44,15 hab./km². De los 231 habitantes, Gail estaba compuesto por el 91.34% blancos, el 0% eran afroamericanos, el 0.87% eran amerindios, el 0.43% eran asiáticos, el 0% eran isleños del Pacífico, el 6.06% eran de otras razas y el 1.3% pertenecían a dos o más razas. Del total de la población el 21.21% eran hispanos o latinos de cualquier raza.